# Religia na Malcie

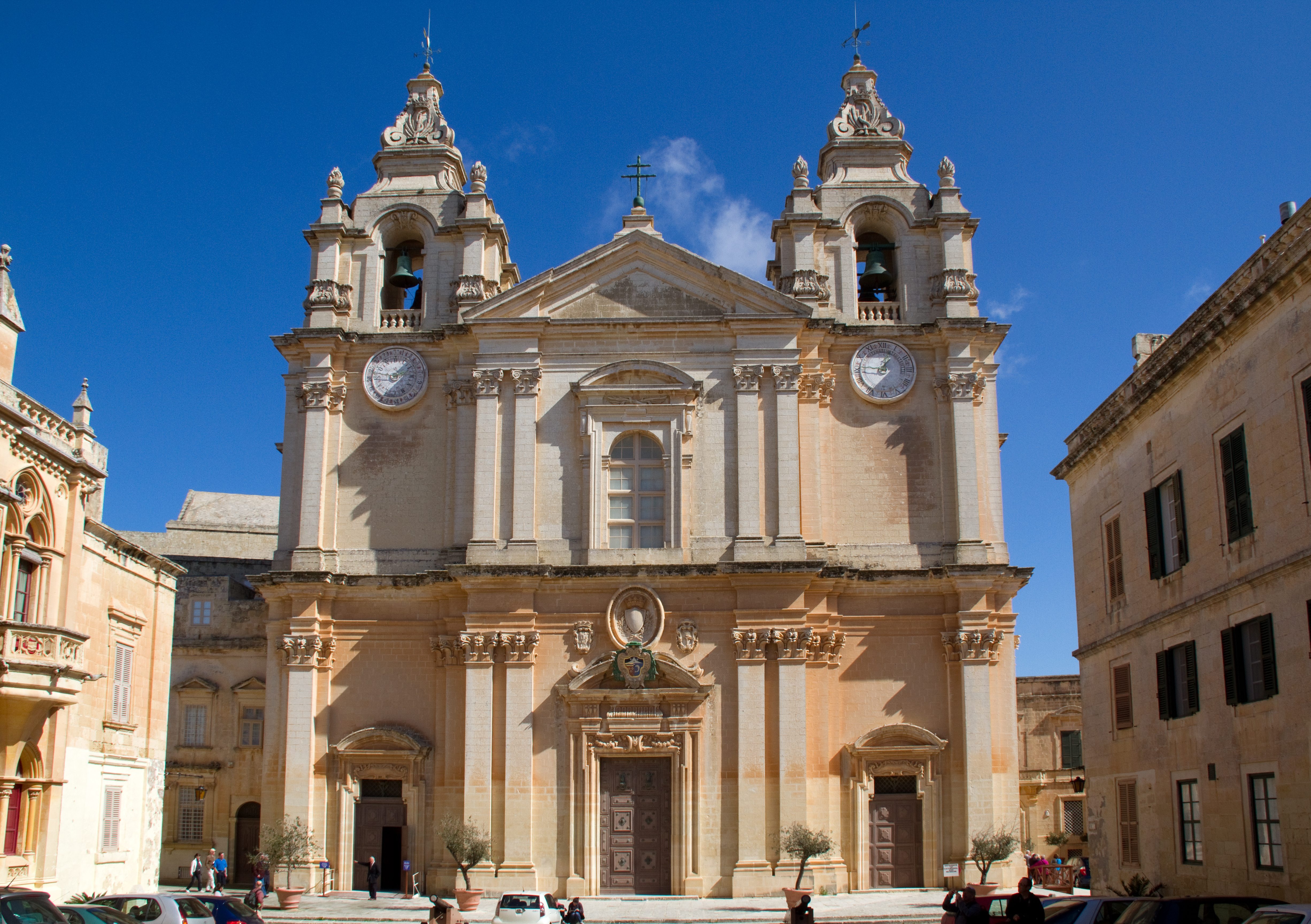
Katedra św. Pawła w Mdinie

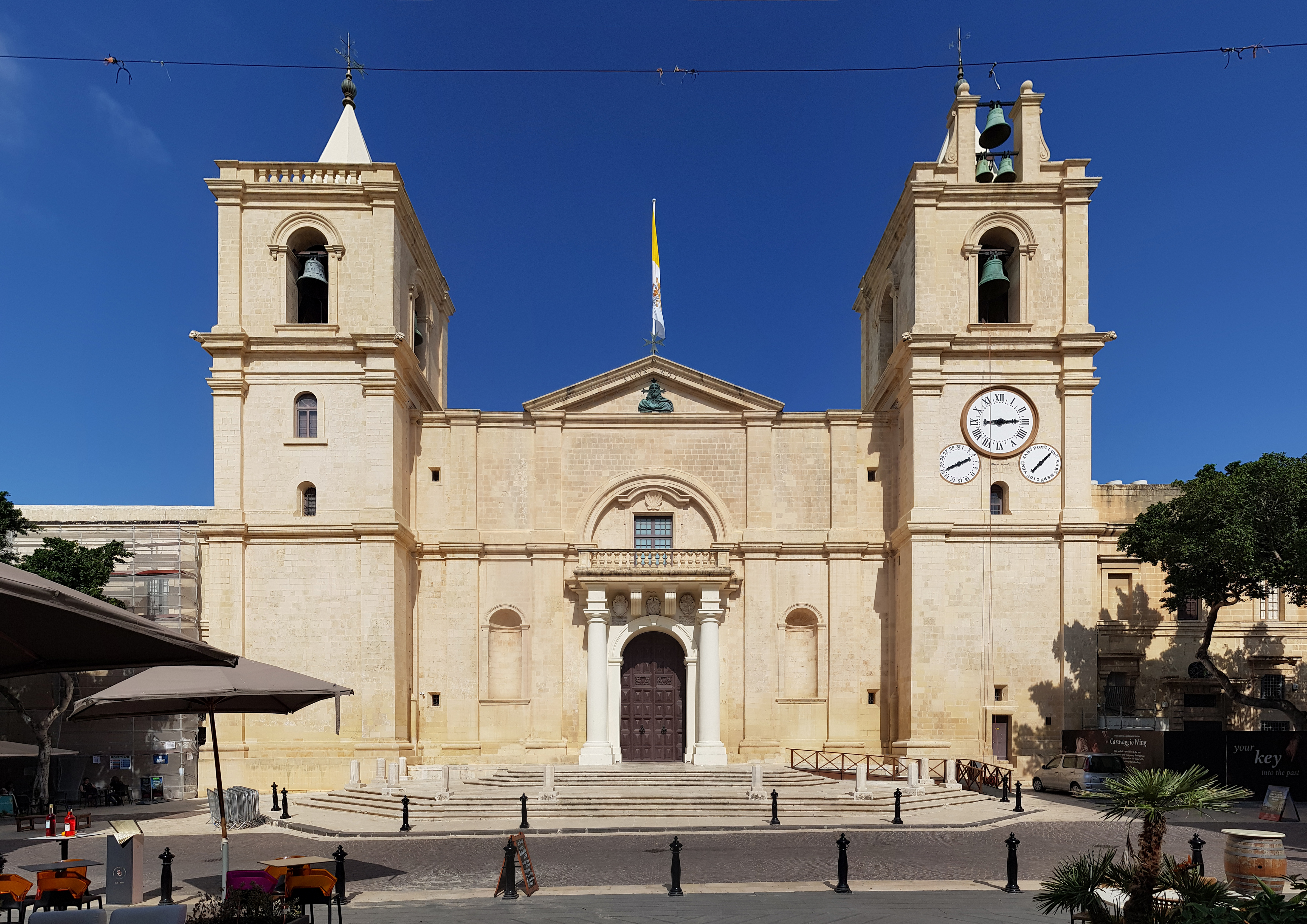
Konkatedra św. Jana w Valletcie

Dominującą religią na Malcie jest katolicyzm. Konstytucja Malty ustanowiła katolicyzm jako religię państwową i to znajduje odzwierciedlenie w różnych elementach kultury maltańskiej.
Patronami Malty są św. Paweł, św. Publiusz i św. Agata. Wniebowzięcie Najświętszej Maryi Panny (15 sierpnia), znane na Malcie jako Santa Marija, jest specjalnym świętem patronalnym Malty.

## Religia a prawo

### Postanowienia konstytucyjne
Artykuł 2 Konstytucji Malty stanowi, że religią Malty jest „rzymskokatolicka religia apostolska” (paragraf 1), że władze Kościoła Rzymskokatolickiego mają prawo i obowiązek nauczania, które zasady są dobre, a które złe (paragraf 2), i że należy zapewnić religijne nauczanie rzymskokatolickiej wiary apostolskiej we wszystkich szkołach państwowych w ramach nauczania obowiązkowego (paragraf 3).
Malta, sygnatariusz Protokołu 1 Europejskiej Konwencji Praw Człowieka, złożyła oświadczenie mówiące, że przyjmuje artykuł 2 wspomnianego Protokołu (o prawie rodziców do kształcenia ich dzieci zgodnie z ich religijnymi lub filozoficznymi poglądami) tylko w zakresie „jeśli jest to zgodne z zapewnieniem efektywnego nauczania i szkolenia oraz unikania nieuzasadnionych wydatków publicznych, mając na uwadze fakt, że ludność Malty jest w przeważającej mierze katolicka”.
Jednakże, ponieważ artykuł 40 Konstytucji gwarantuje pełną wolność sumienia i kultu religijnego, w odniesieniu do nauczania religii w szkołach publicznych, studenci np. mogą odmówić udziału w lekcjach religii katolickiej.
Malta oficjalnie poparła rząd Włoch i była jednym z dziesięciu krajów, które zaprezentowały swoje uwagi na piśmie, gdy sprawa Lautsi przeciw Włochom (eksponowanie krucyfiksu w salach lekcyjnych) była rozpatrywana przez Wielką Izbę Europejskiego Trybunału Praw Człowieka.

### Religia a polityka publiczna
Trzy artykuły z maltańskiego kodeksu karnego dotyczą „przestępstwa przeciwko uczuciom religijnym”. Artykuł 163 mówi, że publiczne oczernianie lub znieważanie katolicyzmu lub znieważanie jego wyznawców, duchownych lub obiektów kultu religijnego poprzez słowa, gesty, słowo pisane (drukowane lub nie), zdjęcia lub inne działanie wizualne, podlega karze od jednego do sześciu miesięcy więzienia. Artykuł 164 rozszerza działanie poprzedniego artykułu na inne „kulty tolerowane przez prawo”, lecz z maksymalnym okresem uwięzienia do trzech miesięcy. Artykuł 165 odnosi się do utrudnienia lub zakłócania funkcji, ceremonii lub nabożeństw, czy to katolickich czy też innych religii tolerowanych przez prawo, niosąc maksymalny okres 1 roku więzienia, przedłużony o kolejny rok w razie groźby przemocy. Artykuł 338(o) Kodeksu Karnego uznaje nieuprawnione noszenie habitu lub innej szaty kościelnej za naruszenie porządku publicznego.
Malta była ostatnim krajem europejskim (poza Watykanem), który, po referendum w tej sprawie, wprowadził w październiku 2011 rozwody.
Aborcja jest nielegalna w każdych okolicznościach. Z biegiem lat niektóre luki prawne (niewłączenie zewnętrznych wód terytorialnych, nie wspominanie o reklamie) dało możliwość pojedynczym osobom na obejście zakazu na krótki okres.

## Poziom wiary religijnej i udział w nabożeństwach
Według sondażu, przeprowadzonego w 2005, 95% respondentów z Malty odpowiedziało, że „wierzą, że Bóg istnieje”. Był to najwyższy rezultat w EU-25 (gdzie średnia wyniosła 76%). Dodatkowe 3% Maltańczyków odpowiedziało, że „wierzą, że istnieje pewnego rodzaju duch lub siła życiowa”, a tylko 2% odpowiedziało, że „nie wierzą, że jest jakiś rodzaj ducha, Bóg lub siła życiowa” (najniższy wynik w EU-25, porównywalny jedynie z ówcześnie kandydującą Rumunią).
W raporcie opublikowanym w 2006, stwierdzono, że 52,6% Maltańczyków (starszych niż 7 lat i wyłączając tych, którzy nie mogli uczestniczyć) brało udział w 2005 w niedzielnej mszy św., w porównaniu z 75,1% w 1982 i 63,4% w 1995. W związku z tym, uczestnictwo w niedzielnej mszy św. spadało rocznie o 1% od 1982. Według abpa Charlesa Scicluny, frekwencja na niedzielnej mszy św. spadła dalej do około 40% w 2015.

## Wizyty apostolskie

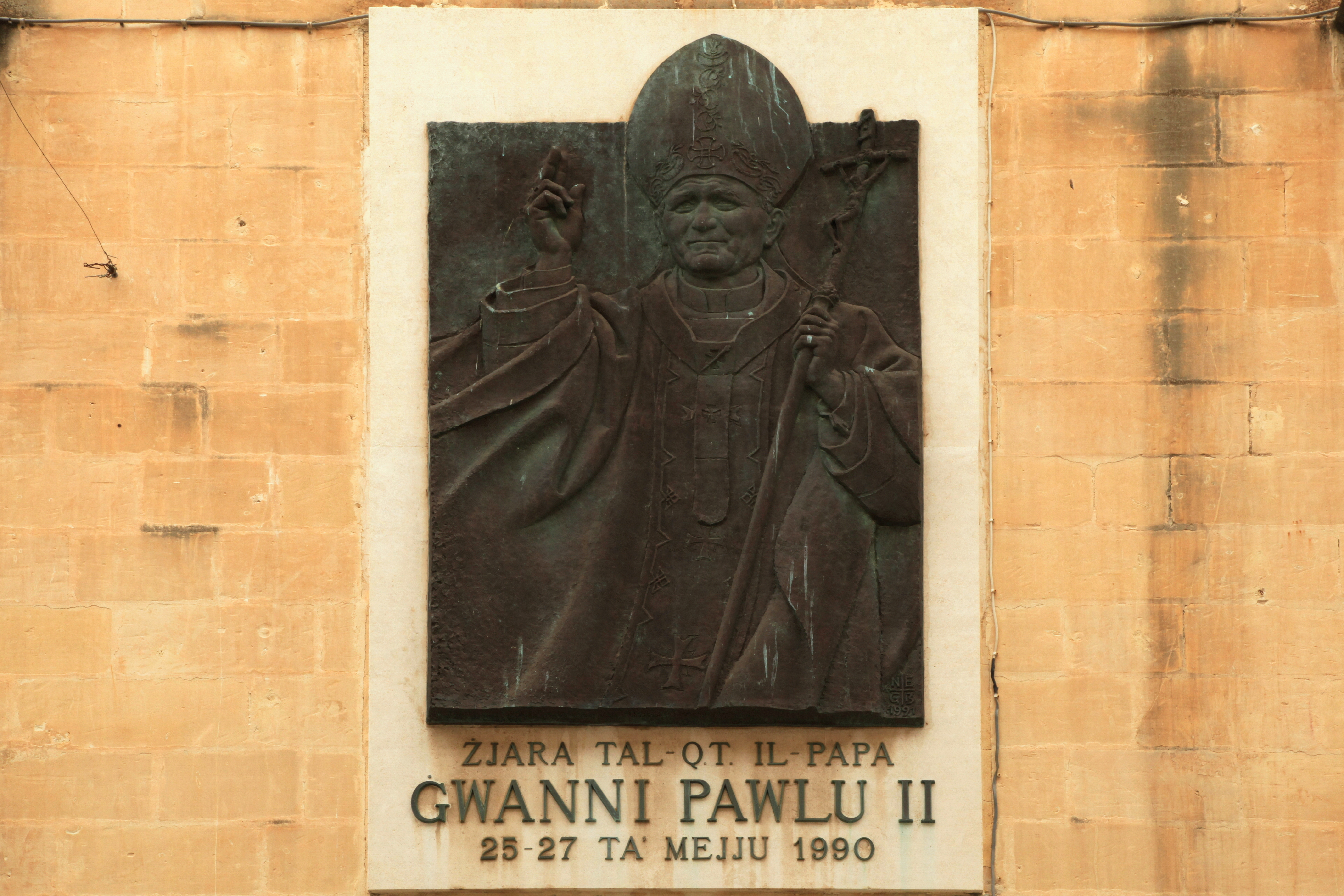
Tablica w Valletcie, upamiętniająca wizytę papieża Jana Pawła II w 1990

Papież Jan Paweł II odbył trzy wizyty apostolskie na Maltę: dwukrotnie w 1990 i raz w 2001. W czasie ostatniej wizyty beatyfikowanych zostało troje Maltańczyków: George Preca (który został kanonizowany w 2007), Nazju Falzon oraz Adeodata Pisani.
W kwietniu 2010, papież Benedykt XVI również odwiedził Maltę z okazji obchodów 1950. rocznicy katastrofy statku św. Pawła na Malcie.

## Inne wyznania i religie na Malcie

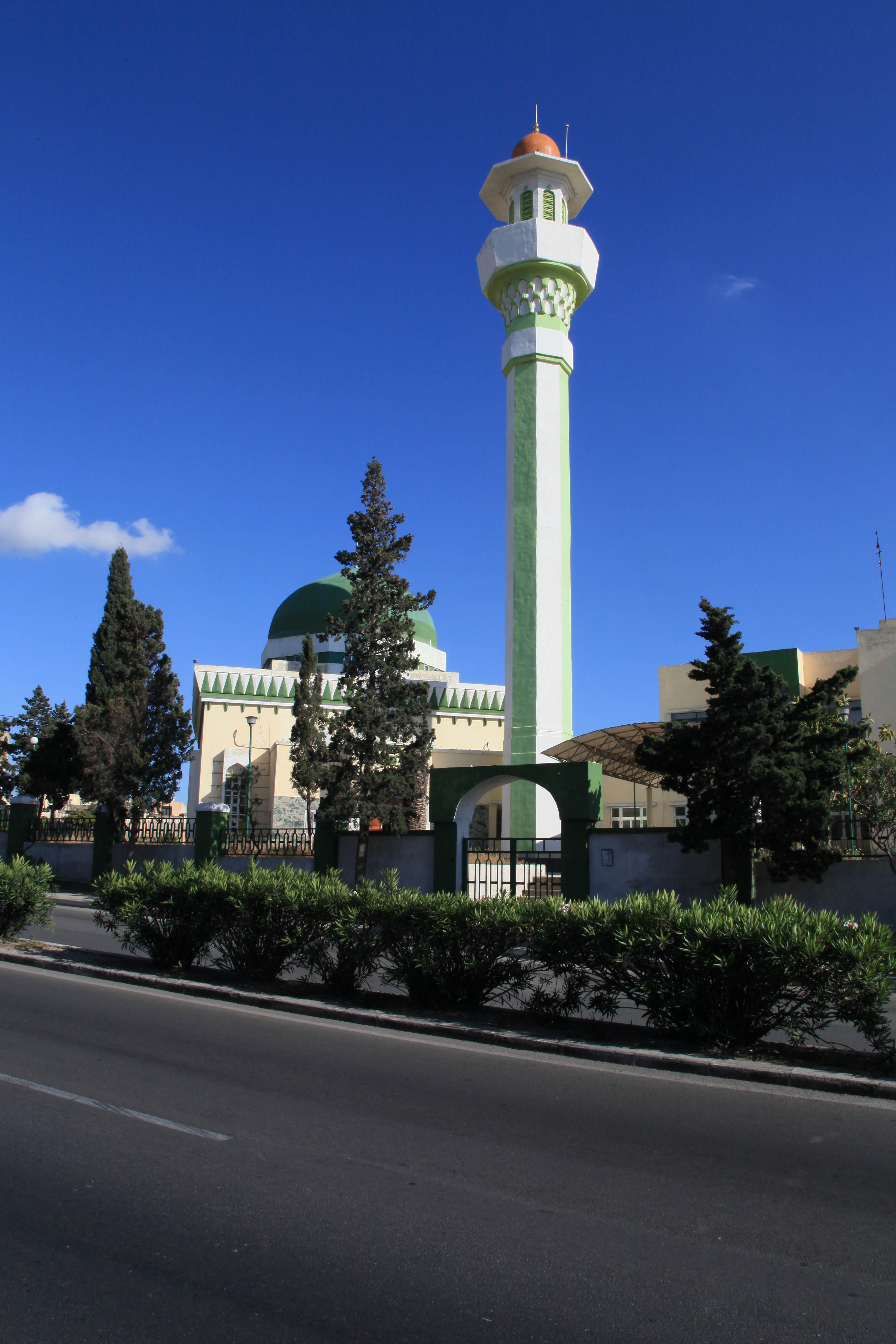
Paola – meczet Mariam Al-Batool

Większość członków lokalnych kościołów protestanckich pochodzi spoza Malty; wielu emerytowanych Brytyjczyków mieszka na Malcie, również turyści z innych krajów składają się na te zgromadzenia.
Kościoły tradycji protestanckiej ograniczają się na Malcie do kilku kościołów:
- Anglikanie zrzeszeni są w ramach Prokatedry św. Pawła w Valletcie podległej Kościołowi Anglii[14]
- Prezbiterianie gromadzą się w Kościele św. Andrzeja podlegającym Kościołowi Szkocji, jego opiece duszpasterskiej podlegają również maltańscy metodyści[15]
- Baptyści posiadają parafie w Gżirze. Zbór formalnie niezależny, pozostaje jednak w bliskich stosunkach z Europejską Federacją Baptystów[16]
- Adwentyści Dnia Siódmego są zgromadzeni w ramach Zboru w Birkirkarze[17]

W 2020 do dziewięciu zborów Świadków Jehowy należało 783 głosicieli, a na dorocznej uroczystości Wieczerzy Pańskiej zebrało się 1245 osób. Kościół Jezusa Chrystusa Świętych Dni Ostatnich (Mormoni), Kościół Baptystów Biblijnych (Bible Baptist Church), Ewangelicki Sojusz Malty (The Evangelical Alliance of Malta – TEAMalta) ma siedem kościołów i dwie organizacje, z którymi związane jest około 400 członków. Jest jedna cerkiew Ortodoksyjnego Kościoła Greckokatolickiego, gdzie również odbywają się nabożeństwa prawosławne kilka razy do roku (kiedy Patriarcha przyjeżdża z Moskwy, by celebrować msze z okazji świąt prawosławnych np. Wielkanocy). Grecka społeczność prawosławna korzysta z własnej cerkwi św. Jerzego w Valletcie (w jurysdykcji metropolii Włoch i Malty Patriarchatu Konstantynopolitańskiego).
Na Malcie jest jedna wspólnota wyznawców judaizmu.
Na Malcie jest jeden meczet muzułmański oraz muzułmańska szkoła podstawowa. Z około 3000 wyznawców islamu na Malcie, około 2250 to obcokrajowcy, około 600 to naturalizowani obywatele, a około 150 to urodzeni Maltańczycy. Muzułmańska wspólnota Ahmadijja jest również obecna na wyspie. 
Buddyści Zen oraz Bahaiści również mają około 40 wyznawców.